# Manuscripts Don’t Burn
Manuscripts Don’t Burn (persisch دستنوشته‌ها نمی‌سوزند, Dast-neveshtehaa nemisoosand) ist ein iranischer Film von Mohammad Rasulof. Er thematisiert die systematischen Mordversuche an iranischen Autoren im Jahr 1996 und wurde 2013 beim Filmfestival in Cannes in der Sektion Un Certain Regard uraufgeführt, wo er mit dem FIPRESCI-Preis ausgezeichnet wurde. Zudem wurde der Film 2013 in der Sektion Contemporary World Cinema des Toronto International Film Festival gezeigt. Der Kinostart in Deutschland war am 13. August 2015.
Der Film entstand ohne Drehgenehmigung der iranischen Regierung. Während gemeinsamer Dreharbeiten mit Jafar Panahi über die Proteste nach der iranischen Präsidentschaftswahl 2009 war Rasulof 2010 verhaftet worden und erhielt ein 20-jähriges Berufsverbot. Aus Sicherheitsgründen werden die weiteren Cast- und Crewmitglieder nicht genannt.

## Handlung
Khosrow führt scheinbar ein normales Leben und hat alltägliche Probleme wie andere auch. Tatsächlich arbeitet Khosrow zusammen mit seinem Kollegen Morteza als Auftragskiller für die iranische Regierung. Sie sind auf der Suche nach Kopien eines verbotenen Manuskriptes, das einen Vorfall aus den 1990er Jahren beschreibt: Damals waren 21 Schriftsteller im Bus auf dem Weg zu einer Konferenz in Armenien – die iranische Regierung wollte, dass sie nie dort ankommen. Khosrow war damals der Fahrer des Busses und sollte diesen in eine Schlucht steuern, was jedoch nicht gelang. Neben der Vernichtung der schriftlichen Zeugnisse des gescheiterten Attentats haben Khosrow und Morteza den Auftrag, drei regimekritische Schriftsteller zu töten.

## Kritik
Der Filmdienst urteilte, die Inszenierung setze „auf eine klaustrophobische Atmosphäre, die vieles im Undeutlichen“ lasse und „in langen Gesprächsszenen mitunter zur Überdeutlichkeit“ neige. Gleichwohl sei es ein „politisch mutiger Film, der auf eine ‚kunstlose‘ Abbildbarkeit des Politischen“ vertraue.

## Auszeichnungen
Der Film wurde auf verschiedenen Filmfestivals ausgezeichnet:
2013
- Internationale Filmfestspiele in Cannes: FIPRESCI-Preis
- Filmfest Hamburg: Der Politische Film der Friedrich-Ebert-Stiftung

2014
- Fribourg International Film Festival: Don Quixote Award – Special Mention
- Luxembourg City Film Festival: Grand Prix